# Banque Courtois
Pour les articles homonymes, voir Courtois.
La Banque Courtois est une ancienne banque commerciale française. Fondée en 1760 à Toulouse, son siège social était au 33 rue Charles-de-Rémusat à Toulouse. 
En 1992, elle est rachetée par le groupe Crédit du Nord, lui-même acquis cinq ans plus tard par la Société générale. 
Le 1er janvier 2023, les banques de détail des deux groupes Crédit du Nord et Société générale fusionnent pour créer une nouvelle banque, SG. Le nom de la Banque Courtois survit à travers le nom du réseau qui regroupe les agences de la région Occitanie, SG COURTOIS.
En 2022, elle disposait encore d'un réseau de 73 agences, implantées dans le Sud-Ouest de la France sur 13 départements et deux régions administratives (Occitanie et Nouvelle-Aquitaine).
Avec 262 ans d'existence, elle était avant sa disparition en 2023 la plus ancienne banque française en activité.

## Histoire

### Fondation et développement

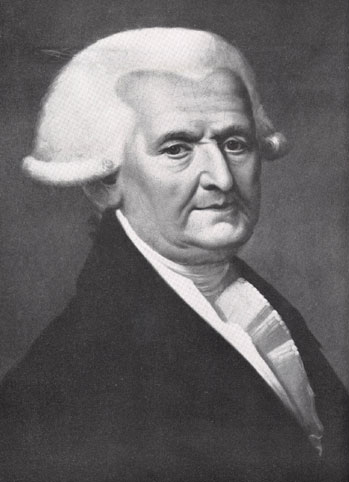
Isaac Courtois (1743-1819).

En 1760, le marchand Isaac Courtois crée la maison de banque Isaac Courtois, Serres & Cie en association avec M. Serres. Il appartient à une famille de la noblesse toulousaine – plusieurs membres de la famille sont élus capitouls entre les XVIe et XVIIe siècles –, établie entre Saverdun et Issus. Son siège est situé rue des Paradoux. En 1773, au décès de Serres, la maison devient Courtois et Cie et s'installe au 6 rue des Couteliers. 
Au cours du XIXe siècle, la banque Courtois s'impose comme un acteur régional important : en finançant les importations de laines australiennes ou la construction des premiers chemins de fer régionaux, elle participe au développement de la métropole toulousaine. En 1875, Franck Courtois de Viçose installe la banque dans l'hôtel particulier de la famille Courtois. En 1919, Armand et Louis Courtois de Viçose créent une société anonyme qui s'installe au 33 rue de Charles-de-Rémusat, dans l'hôtel Capus.
En 1921, la banque devient société anonyme. Elle ouvre son capital à la Banque de l'Union parisienne.
La Banque Courtois joue encore un rôle dans l'activité économique régionale. Elle participe, par exemple, à la création de la société de transport en commun de l'agglomération toulousaine, la Semvat, en entrant dans des structures de capital-développement régionales comme Irdi et Tofinso, ou encore dans l'actionnariat de la télévision locale TLT, dont Axel Courtois de Viçose est le premier président.

### Rachats successifs
En février 1992, la Banque Courtois est achetée par le groupe Crédit du Nord. En décembre 1993, le Crédit du Nord lui apporte ses implantations régionales en Midi-Pyrénées, mais aussi en Languedoc-Roussillon où elle n'était pas représentée jusque-là. La Banque Courtois entre dans une dynamique favorable, qui la conduit, en 1996, à l'acquisition de la Banque des Pyrénées, elle-même issue des Banques Baron et Delort. Elle consolide ainsi ses positions en Midi-Pyrénées, notamment dans le Comminges et dans le Gers. 
En 1997, le Crédit du Nord est acquis par la Société générale. Au sein du nouveau groupe, le Crédit du Nord conserve cependant son autonomie et la banque Courtois son statut de filiale, avec sa personnalité juridique, son organisation et son réseau d'agences propres.
En mai 1999, la Banque Courtois étend son périmètre en Aquitaine, au-delà des seules villes de Bordeaux, Pau et Bayonne, grâce à l'apport des activités du Crédit du Nord dans cette région : ce sont quinze agences de Bordeaux et de Gironde qui rejoignent la Banque Courtois. Après 2001, la Banque Courtois poursuit son expansion avec l'ouverture de 21 nouvelles agences. En 2012, à la suite du rachat de la Société marseillaise de crédit (SMC) par le groupe Crédit du Nord, la Banque Courtois intègre les agences de la SMC en Aveyron, dans l'Aude et les Pyrénées-Orientales, mais lui cède ses agences dans l'Hérault. Elle compte à cette date 84 agences implantées sur 13 départements.

### Fusion et disparition
Le 1er janvier 2023, la Société générale et les banques du groupe Crédit du Nord fusionnent pour créer une nouvelle banque : SG. Cette date marque la disparition de la Banque Courtois, radiée du registre du commerce de Toulouse. Les 162 agences que possèdent les différents réseaux du groupe dans la région Occitanie sont regroupés au sein d'une direction régionale nommée SG Courtois. Dans le même temps, les agences qui se trouvaient en Nouvelle-Aquitaine sont réunies à SG Sud-Ouest. D'ici 2025, il est prévu dans la région Occitanie la fermeture de 18 agences – dont 10 de la Banque Courtois – et la suppression de 155 emplois d'ici octobre 2023,.